# 十年火山
十年火山（英語：Decade Volcanoes）是由國際火山學與地球內部化學協會（IAVCEI）選出的16座火山，協會旨在促進火山相關研究、增加民眾的防災意識，從而減輕自然災害的破壞。
這些火山曾有破壞性的大規模爆發歷史、近期有地質活動、接近人口稠密地區、和存在多於一種火山風險（如火山噴發碎屑、火山碎屑流、熔岩流、火山泥流、火山體不穩定、火山穹丘倒塌）。它們被命名為十年火山，因為該項目是在1990年代作為聯合國贊助的「國際減少自然災害十年」的一部分啟動的。
十年火山項目鼓勵對這些火山進行研究和開展公眾意識活動，目的是更好地了解火山及其存在的危險，從而能夠減輕自然災害的嚴重性。

## 目標
十年火山項目會召開規劃研討會，確定每座火山緩解風險的主要優勢和劣勢，並討論如何解決已發現的問題。減輕火山災害面臨的困難之一，是確保地球科學家和那些將製定緩解措施的人相互充分溝通，而十年火山計劃試圖確保這兩個群體，在十年火山研討會上有良好的資訊溝通。

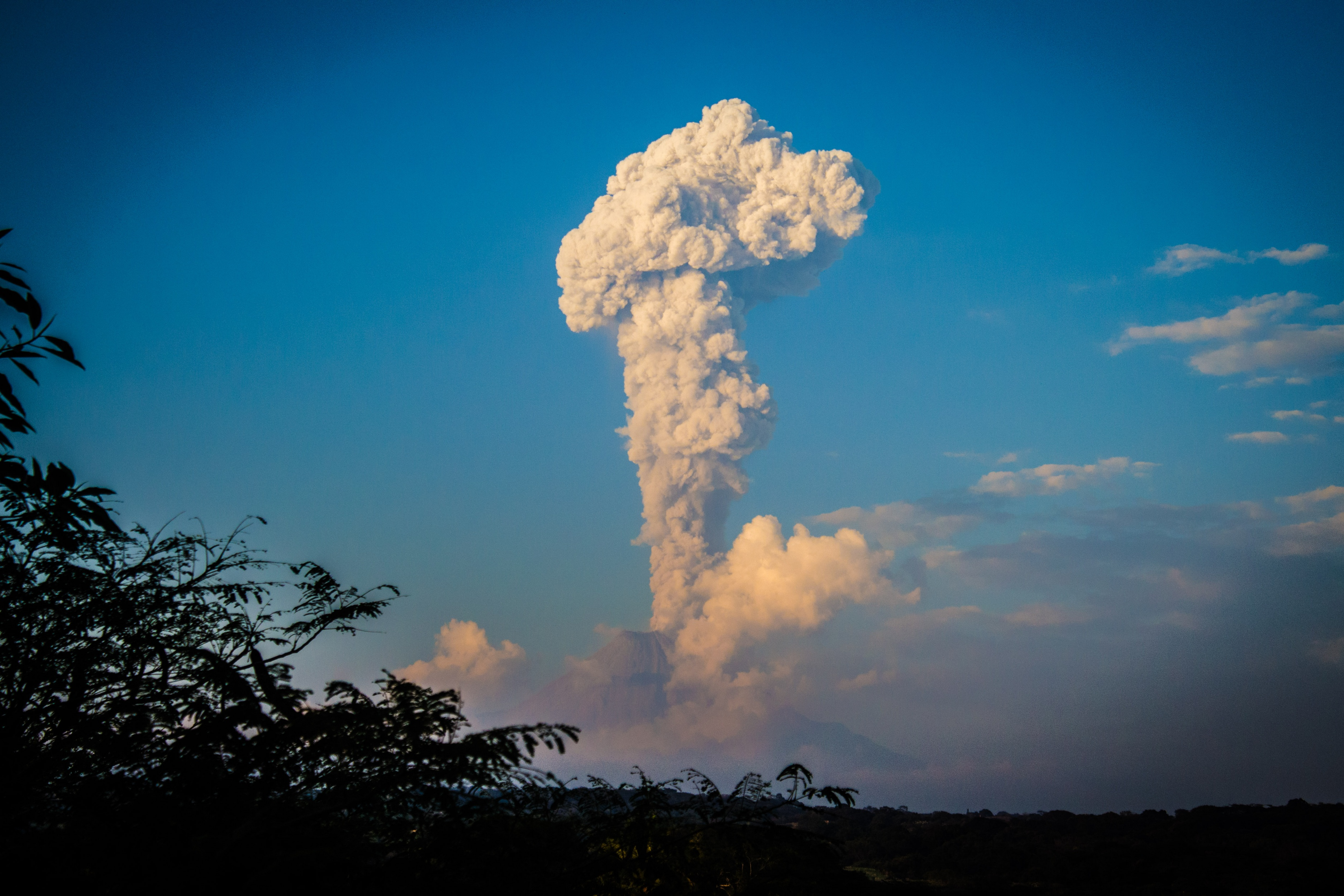
科利馬火山噴發，2016年12月

## 成就
自啟動以來，十年火山計劃在預測火山事件和減輕災害方面取得了許多成功。 最引人注目的事件之一是1992年在埃特納火山成功轉移熔岩流和熔岩層。熔岩流威脅著扎弗拉納鎮，並壓倒了幾個垂直於其流下山谷的障礙物。 科學家和民防領導人決定嘗試在更高的地方阻止熔岩流，並通過將大型混凝土塊投入熔岩管的天窗中來實現這一點，該熔岩管為熔岩流提供熔岩。 隨後熔岩流在扎弗拉納鎮附近停止。
該計劃顯著增加了人們對十年火山的了解，其中一些火山在被指定之前沒有得到很好的研究。 現在，加勒拉斯火山的噴發歷史比以前更清楚，而在塔阿爾火山，水在推動其爆發性噴發中的重要性已經得到了證實。
為減輕未來火山爆發可能造成的災害而採取的措施包括在雷尼尔山附近制定一項新法律，要求在任何新的開發之前對地質災害進行評估； 塔阿爾火山口高密度住宅開發的限制； 為那不勒斯部分地區制定了因維蘇威火山爆發而可能受到影響的疏散計畫。

## 問題

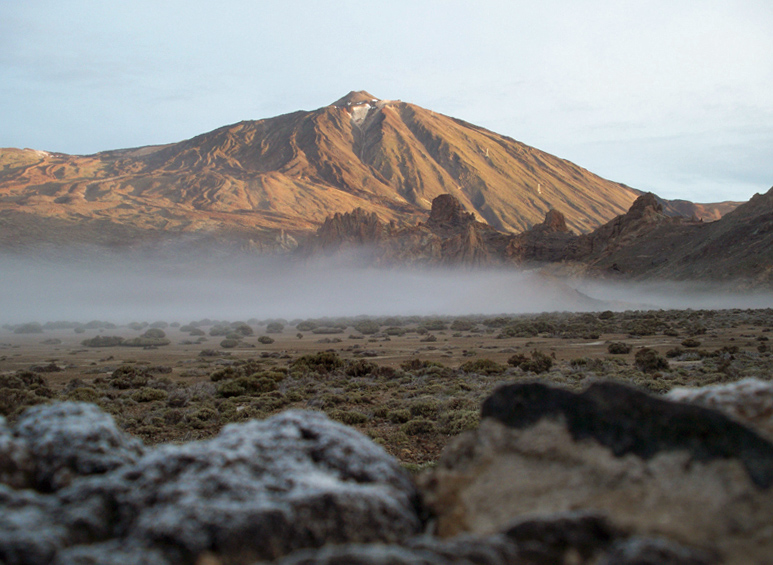
西班牙特內里費島泰德峰

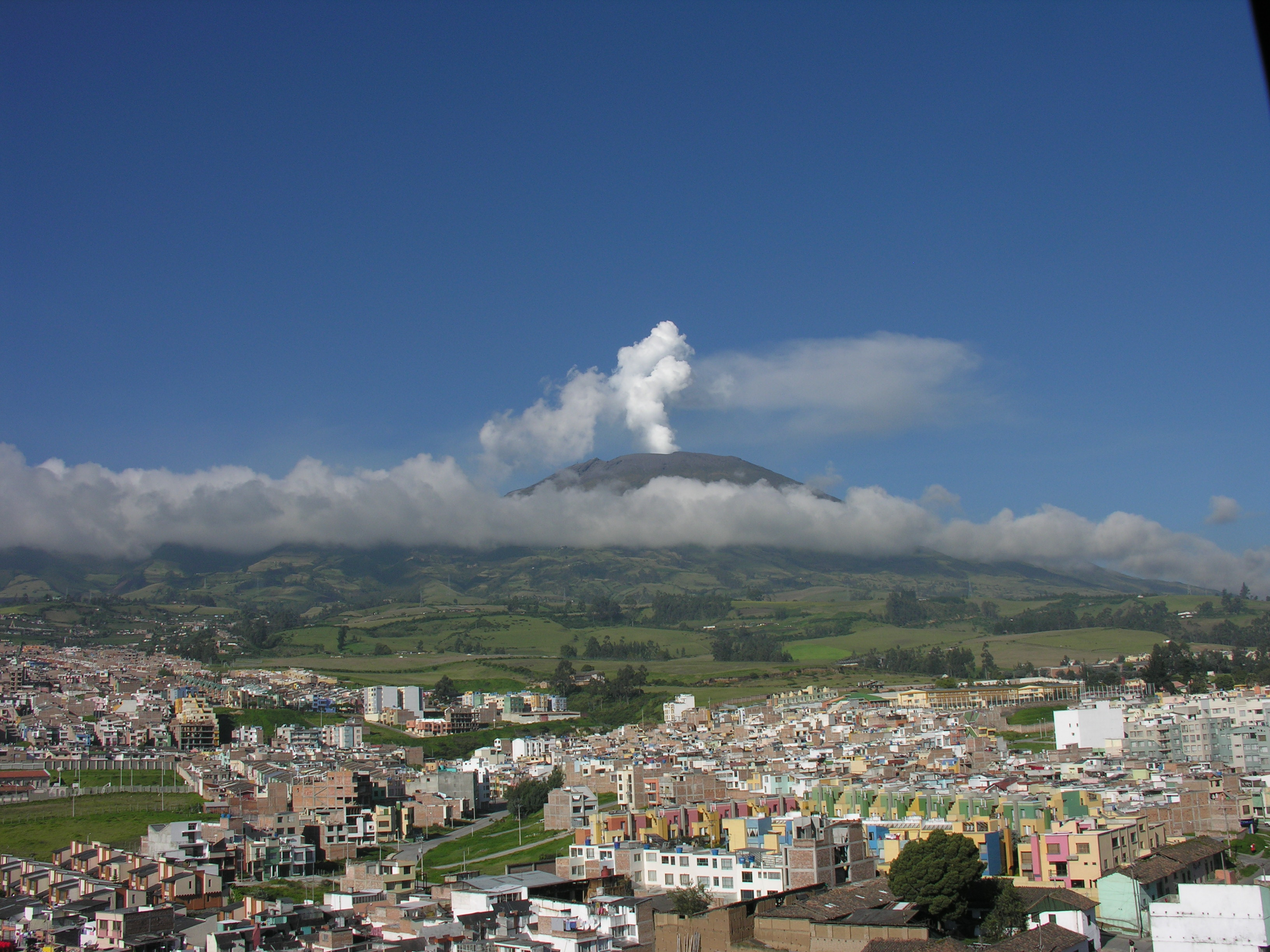
哥倫比亞纳里尼奥省的加勒拉斯火山。

儘管對許多火山的研究已經顯著降低了附近定居點面臨的風險，但“十年火山”的一些噴發證明了該計劃面臨的困難。 雲仙岳在被指定為十年火山前不久開始的噴發受到嚴格監測，但儘管如此，大規模的火山碎屑流導致43人死亡，其中包括三名火山學家。
後來，1993年在哥倫比亞帕斯托市舉行的十年火山會議以災難告終，當時幾位與會的科學家對加勒拉斯火山口進行了即興探險。 當他們到達頂峰時，一場意外的火山爆發導致六名科學家和三名遊客喪生。

## 被選擇的火山
以下火山被選為當前的16座十年火山：

### 亞洲
- 俄羅斯阿瓦恰火山—科里亞克火山
- 印度尼西亞默拉皮火山
- 日本櫻島火山
- 菲律賓塔阿爾火山
- 日本雲仙岳

### 歐洲
- 義大利埃特納火山
- 希腊聖多里尼火山
- 西班牙泰德峰
- 義大利維蘇威火山

### 非洲
- 刚果民主共和国尼拉貢戈火山

### 美洲
- 墨西哥科利馬火山
- 哥伦比亚加勒拉斯火山
- 美国冒納羅亞火山
- 美国雷尼爾山
- 聖地亞古多火山

### 大洋洲
- 烏拉旺火山

## 外部連結

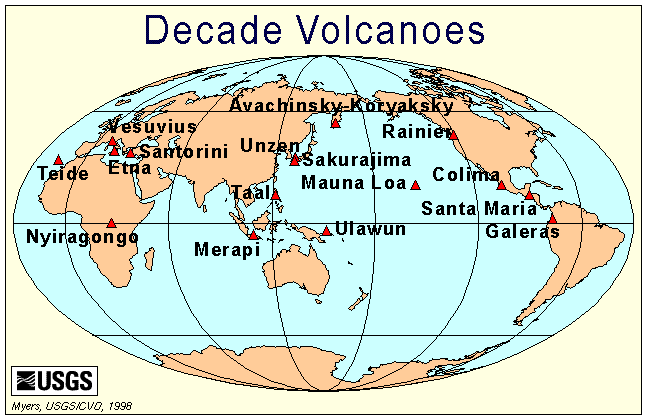
16座「十年火山」位置

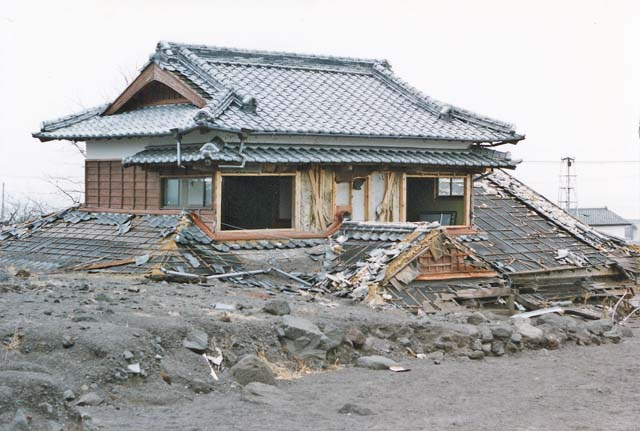
日本雲仙岳被火山噴發摧毀的建築物

- USGS Decade Volcano page（页面存档备份，存于）